# Mindball

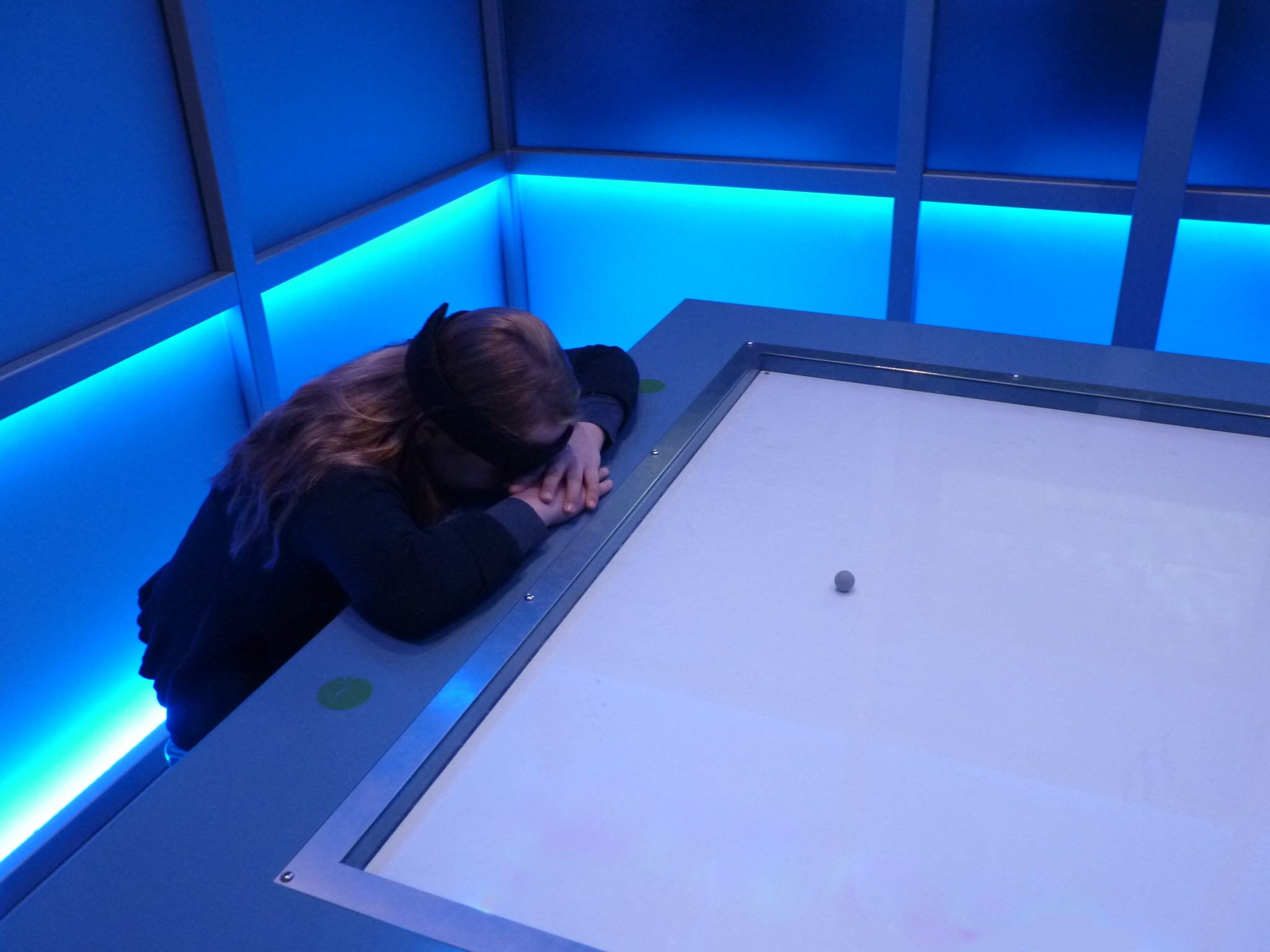
Kind beim Mindball-Spielen. Es verliert, der Ball ist schon in seiner Hälfte.

Mindball (oder Mindball Game, Mindballspiel) ist ein Spiel, bei dem 2 bis 6 Spieler gegeneinander antreten, um mittels Konzentration, Entspannung und gedanklicher Fokussierung einen Ball zum Gegner rollen zu lassen. Es wird hierfür die Gehirnaktivität der Kontrahenten mittels in einem Stirnband sitzender Biosensoren registriert und auf einen per Magnet gesteuerten Ball übertragen. Der Ball rollt auf einem Tisch gesteuert durch einen unter dem Tisch angebrachten magnetischen Schlitten zwischen den Opponenten hin und her. Erreicht der Ball das gegnerische „Tor“, hat man gewonnen.
Das Mindball Spiel wird von der schwedischen Firma Interactive Productline hergestellt und vertrieben.

## Geschichte
Das Mindball Spiel ist aus dem Brainball hervorgegangen, eine Entwicklung des Interactive Institutes aus Schweden. Dieses Institut wurde 1998 gegründet und betreibt sowohl akademische Forschung im Bereich Technik und Design als auch Forschung an der Schnittstelle zwischen Kunst, Design und Technologie.

## Funktion
Das Mindball Spiel fällt unter die Kategorie Neurofeedback, einer speziellen Form des Biofeedbacks. Es werden die Alpha und Theta-Wellen des Gehirns gemessen und per Computer in Echtzeit analysiert und auf die Bewegung des Balles projiziert. An einem Bildschirm werden die Spannungsschwankungen in Form eines EEG dargestellt.
Theta-Wellen
Als Theta-Welle wird ein Signal im Frequenzbereich zwischen 4 und <8 Hz bezeichnet. Sie treten vermehrt in den leichten Schlafphasen auf, und man reagiert nur noch auf wichtige oder starke Umweltreize.
Alpha-Wellen
Als Alpha-Welle wird ein Signal im Frequenzbereich zwischen 8 und 13 Hz bezeichnet. Ein verstärkter Anteil von Alpha-Wellen wird mit leichter Entspannung, bzw. entspannter Wachheit, bei geschlossenen Augen, assoziiert. Alpha-Wellen werden als emergente Eigenschaft betrachtet. Alpha-Wellen treten hauptsächlich bei geschlossenen Augen auf und gehen mit dem Öffnen der Augen sofort in den Beta-Bereich über. Den gleichen Effekt erreicht man bei geschlossenen Augen, wenn man z. B. eine einfache Rechenaufgabe im Kopf zu lösen beginnt.

## Spielregeln
Ziel des Spiels ist es, den Ball ins gegnerische Tor rollen zu lassen. Es ist nicht erlaubt, den Ball mit den Händen zu berühren. Es kommt einzig und allein auf die Gehirnaktivität an. Je gleichförmiger und langwelliger die Alpha- und Thetawellen eines Spielers sind, desto besser sind seine Gewinnchancen. Ist der Ball bei einem Spieler angekommen, hat dieser verloren. Man kann die Zielsetzung natürlich auch umkehren, indem man versucht, so aufgeregt und unkonzentriert wie möglich zu sein, um den Ball ins eigene Tor zu befördern.

## Therapie
Neurofeedback gewinnt immer mehr Bedeutung in Bezug auf verschiedene Krankheiten und Störungen, wie z. B. ADHS oder Schlafstörungen. Besonders für Kinder ist der spielerische Ansatz gut geeignet, und verschiedene Studien haben bereits Beweise geliefert, dass regelmäßige Neurofeedback-Trainings Medikamente reduzieren oder sogar ersetzen können.
Neurofeedback findet auch in der Wirtschaft immer mehr Anklang und wird dort für Consultings, Coachings, Anti-Stress Seminare und Führungskräfte-Trainings eingesetzt.